# Inflazione inerziale
L'inflazione inerziale (in inglese inertial inflation) è una situazione in cui tutti i prezzi in un'economia vengono continuamente adeguati in relazione all'indice dei prezzi mediante la forza dei contratti.
Le variazioni degli indici dei prezzi provocano variazioni nei prezzi delle merci. I contratti vengono stipulati per adattarsi allo scenario di variazione dei prezzi mediante l'indicizzazione. L'indicizzazione in un'economia ad alta inflazione è evidente quando, ad esempio, un dato prezzo deve essere ricalcolato in un secondo momento per incorporare l'inflazione accumulata nel periodo precedente.
In altri casi, i prezzi in valuta locale possono essere espressi in termini di valuta estera. Ad un certo punto in futuro, i prezzi verranno riconvertiti dall'equivalente in valuta estera in valuta locale. La conversione da un valore equivalente in valuta "più forte", la valuta estera, ha lo scopo di proteggere il valore reale dei beni, poiché il valore nominale si deprezza.
A medio e lungo termine, gli agenti economici iniziano a prevedere l'inflazione e a utilizzare tali previsioni come indici dei prezzi de facto che possono innescare aggiustamenti dei prezzi prima che gli indici dei prezzi effettivi siano resi noti al pubblico. Questo ciclo di previsione-aggiustamento-previsione dei prezzi si chiude sotto forma di un ciclo di feedback e gli indici di inflazione vanno oltre il controllo poiché l'inflazione attuale diventa la base per l'inflazione futura (più formalmente, gli agenti economici iniziano ad aggiustare i prezzi esclusivamente sulla base delle loro aspettative di inflazione futura). Nel peggiore dei casi, l'inflazione tende a crescere in modo esponenziale fino all'iperinflazione.